# Boesenbergia striata
Boesenbergia striata là một loài thực vật có hoa trong họ Gừng. Loài này được (Valeton) Loes. mô tả khoa học đầu tiên năm 1930.